# Chiesa di Sant'Andrea (Plodio)
La chiesa di Sant'Andrea è un luogo di culto cattolico situato nel comune di Plodio, in piazza della Chiesa, in provincia di Savona. La chiesa è sede della parrocchia omonima dell'unità pastorale di Val Bormida della diocesi di Mondovì.

## Storia e descrizione
Sita nella borgata più antica di Plodio, l'opera è una ricostruzione del XVIII secolo di un precedente edificio del XVI secolo. Eretta in stile barocco, specie il corpo centrale, è stata recentemente restaurata così come il massiccio campanile.
All'interno è conservata la statua di Antonio Roasio, raffigurante la Madonna del Rosario, il dipinto di San Grato e Sant'Antonio e la tela di San Domenico del pittore Toscano da Mondovì.